# Margaret Haig Thomas
Margaret Haig Thomas suo jure 2e vicomtesse Rhondda, née le 12 juin 1883 à Londres et morte le 20 juillet 1958 dans la même ville, est une paire, une suffragette et une éditrice de presse britannique. Elle fonde le magazine féministe Time and Tide en 1920.

## Biographie
Margaret Haig Thomas naît à Londres, enfant unique de David Alfred Thomas, 1er vicomte Rhondda, politicien et industriel gallois et de la suffragiste Sybil Thomas. Elle est éduquée à domicile par des gouvernantes jusqu'à l'âge de 13 ans, puis est élève à la Notting Hill High School for Girls, l'une des premières écoles de filles créées par le Girls' Day School Trust. Elle est ensuite pensionnaire à la St Leonards School, à St Andrews. Elle passe une année au Somerville College d'Oxford (1904-1905) puis vit dans la maison de famille de Llanwern, en Galles du Sud. Elle se marie en 1908 avec Humphrey Mackworth, 7e baronet, mais le couple est mal assorti et ils divorcent en 1922.

## Activités suffragistes
Margaret et sa mère, Sybil Thomas sont introduites à la cause suffragiste dès 1908, par Florence Haig, une cousine maternelle, qui a déjà été emprisonnée dans le cadre de son engagement féministe. Elles participent toutes deux à la procession suffragiste du 21 juillet 1908 à Hyde Park, puis Margaret Haig Thomas adhère au Women's Social and Political Union, et fonde une branche de l'Union à Newport. Dans son autobiographie publiée en 1933, elle évoque ces années : « Pour moi et pour beaucoup d'autres jeunes femmes, le militantisme suffragiste était le sel de notre vie […] un courant d'air frais sur nos vies rembourrées et étouffées. Cela a représenté pour nous un apport d'énergie, ce sentiment d'être une certaine utilité dans l'ordre des choses ». 

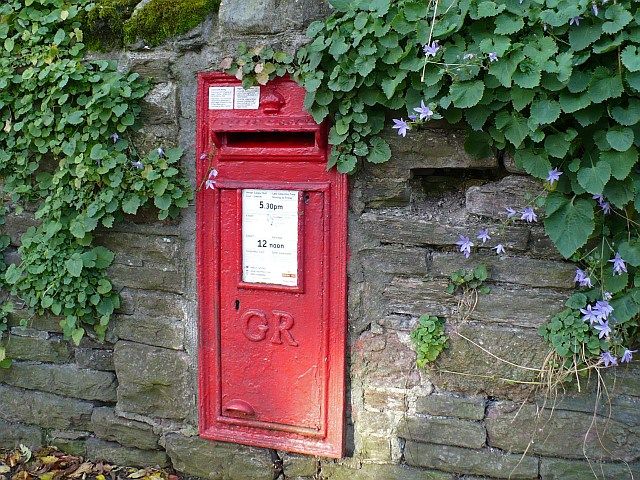
Boîte aux lettres incendiée en 1913, Newport.

De 1908 à 1914, elle participe à l'organisation de réunions publiques, auxquelles elle invite des personnalités du WSPU, notamment Emmeline Pankhurst, prend elle-même la parole devant des auditoires parfois hostiles. Ainsi, lorsqu'elle s'adresse au club libéral de Merthyr, avec Annie Kenney, les deux femmes reçoivent des jets de harengs et de tomates. 
Elle monte sur la plateforme de l'automobile du Premier ministre Asquith durant la campagne législative de 1910, met le feu à une boîte aux lettres en 1913 à Newport, ce qui lui vaut d'être emprisonnée à la prison d'Usk, lorsqu'elle refuse de payer l'amende. Elle fait une grève de la faim, mais n'est pas alimentée de force et est libérée au bout de cinq jours en vertu du Cat and Mouse Act.

## Activités publiques et professionnelles
Margaret Haig Thomas est progressivement associée à la direction des entreprises familiales, par son père, David Alfred Thomas, qui souhaite privilégier ses activités politiques. Dès 1914, elle est salariée du groupe familial, et gère les activités de presse, puis l'ensemble des sociétés à la fin de la guerre. Elle revient d'un voyage d'affaires aux États-Unis, à bord du Lusitania, lorsque celui-ci est torpillé par un sous-marin allemand en mai 1915, au large des côtés irlandaises, et passe plusieurs heures dans l'eau avant d'être secourue. Elle participe à l'effort de guerre au pays de Galles, au sein du Women's National Service for Wales and Monmouthshire qui recrute des femmes pour l'agriculture, et à partir de 1917, est membre des comités de recrutement pour le British Women’s Auxiliary Army Corps. Elle participe au Women's Advisory Council créé par le ministère de la Reconstruction, et en 1918, crée la Women's Political and Industrial League.
Son père meurt en juillet 1918, et elle hérite de ses entreprises et de son titre nobiliaire, devenant vicomtesse Rhonda, en l'absence d'héritier mâle. Elle demande à siéger à la chambre des lords, en s'appuyant sur le Sex Disqualification (Removal) Act 1919 qui stipulait qu'une femme ne devait pas être empêchée d'exercer une fonction publique. Elle obtient d'abord gain de cause, en 1922, puis la décision est cassée par Frederick Edwin Smith, alors président de la Chambre des lords qui organise une nouvelle délibération avec un comité élargi. Elle vit de 1933 à sa mort avec Theodora Bosanquet.
Elle fonde en 1920 un hebdomadaire féministe, Time and Tide, dans lequel écrivent aussi bien des écrivains connus, Virginia Woolf, Vita Sackville-West, Rebecca West, H. G. Wells, T. S. Eliot, Ezra Pound ou encore Aldous Huxley, et de jeunes auteurs, Vera Brittain, Winifred Holtby, W. H. Auden ou Christopher Isherwood. L'identité féministe du magazine s'estompe, particulièrement après l'obtention du droit universel de vote en 1928, mais il s'engage contre le fascisme, et Margaret Haig Thomas figure sur la liste noire établie par les Nazis (The Black Book). Le tirage durant la guerre atteint 30 000 exemplaires.
Elle crée en 1921 le Six Point Group (en), qui revendique une égalité entre femmes et hommes pour la garde des enfants lors d'un divorce, le salaire et les perspectives professionnelles, et participe en 1926 à la création du Open Door Council (en).
Elle conserve des liens avec le pays de Galles et préside l'université de Cardiff, qui lui décerne un doctorat de droit (DLL) en 1955. Elle meurt à l'hôpital de Westminster le 20 juillet 1958 et ses cendres sont déposées à Llanwern.

## Publications
- This was my world, 1933.